# George Montgomery (cestista)
George Washington Montgomery (Chicago, 26 aprile 1962) è un ex cestista statunitense, professionista in Francia e in Argentina.
È il padre di JaVale McGee.

## Carriera
Venne selezionato dai Portland Trail Blazers al secondo giro del Draft NBA 1985 (39ª scelta assoluta).